# Koirajärvi (sjö i Finland, Lappland, lat 68,80, long 26,35)
Koirajärvi är en sjö i Finland. Den ligger i kommunen Enare i landskapet Lappland, i den norra delen av landet, 1 000 km norr om huvudstaden Helsingfors. Koirajärvi ligger 200 meter över havet. Arean är 82,5 hektar och strandlinjen är 7,55 kilometer lång. Sjön  ingår i Pasvik älvs huvudavrinningsområde. 